# 국립 성공 대학

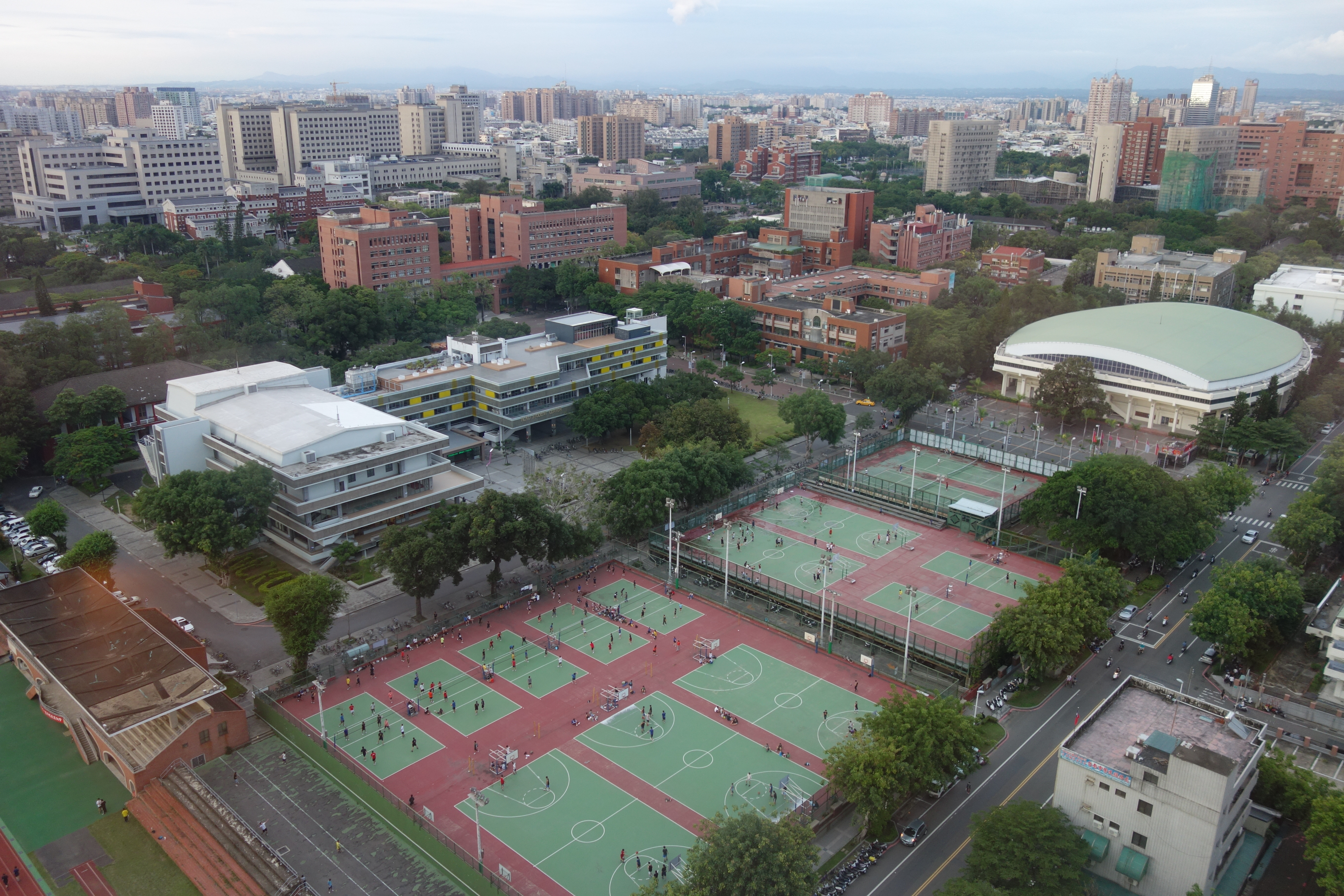
국립 성공 대학 전경

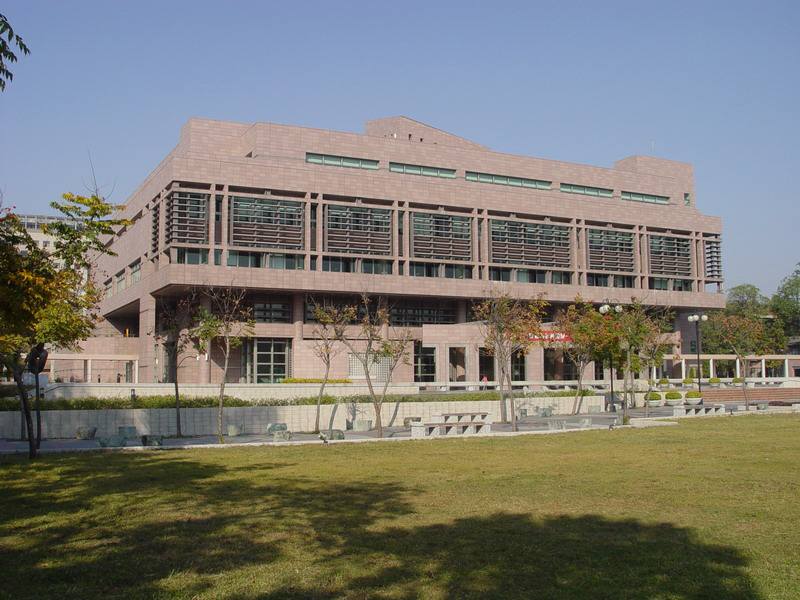
도서관

국립 성공 대학(중국어 정체자: 國立成功大學, 병음: Guólì Chénggōng Dàxué, NCKU; National Cheng Kung University)은 중화민국 타이난시에 위치한 종합 대학이다. 성공대는 타이완에서 명문대 중 하나로, 남부 지역 최고의 학교로 알려졌다. 학교 안에는 대만일치시기에 건립된 건물이 많고, 타이난역 근처에 캠퍼스가 위치하고 있어서 뛰어난 접근성을 보인다. 타이난역과 성공대학 사이의 거리는 도보로 불과 약 1km 밖에 되지 않는다. '2019년 QS 세계 대학 순위'에 따르면, 국립 성공 대학은 타이완 내에서 3위, 아시아에서 37위, 전 세계 234위를 차지했다.
9개의 대학으로 구성되어 있으며, 이공계, 의학 계열로 유명하다. 또, 세계 대학 네트워크에 소속되어 있다.

## 역사
국립성공대학은 대만일치시기 때인 1931년에 '타이난고등공업학교(臺南高等工業學校)'로 설립돼, 1944년 타이난공업전문학교(臺南工業專門學校)'로 개칭하였다. 타이완 광복 이후인 1946년 2월, '대만성립타이난공업전과학교(臺灣省立臺南工業專科學校)'로 교명을 다시 개칭하였고, 같은 해 10월에는 또 다시 '대만성립공학원(臺灣省立工學院)'으로 개칭하였다. 이 1956년에는 명나라의 군인이였던 정성공(鄭成功)에 이름을 따 대만성립성공대학(臺灣省立成功大學)으로 교명을 바꿨다. 정성공은 청나라에 맞서 싸우면서 명나라의 부흥 운동에 힘쓰면서 타이완에서 네덜란드 세력을 물리친 업적으로 추앙받고 있는 인물이다. 그리고 비로소 1971년에 국립 대학으로 바뀌었으며 국립성공대학(國立成功大學)의 교명을 갖게 되었다.

## 순위
국립성공대학은 타이완 내 대학 순위에서 상위권에 속한다. '2019년 QS 세계 대학 순위'에 따르면, 2018년 국립 성공 대학은 국립 타이완 대학, 국립 칭화 대학과 더불어 타이완 내에서 3등, 아시아에서 37등 전 세계 234위를 차지했다. 2017년에는 타이완 내에서 3등, 아시아에서 35위, 전 세계 222위를 차지했다. 2016년에는 국립 타이완 대학, 국립 칭화 대학, 국립 교통 대학과 더불어 본토 내 4등을 차지했고, 아시아에서 39위, 전 세계 241위를 차지했다.

## 역대 총장
| 역대 | 성명             | 재임기간                 | 비고     |
| ---- | ---------------- | ------------------------ | -------- |
| 1    | 왕석안(王石安)   | 1946년 2월 ~ 1951년 8월  |          |
| 2    | 엽동자(葉東滋)   | 1951년 8월 ~ 1952년 2월  | 대리총장 |
| 3    | 진대균(秦大鈞)   | 1952년 2월 ~ 1957년 7월  |          |
| 4    | 염진흥(閻振興)   | 1957년 8월 ~ 1964년 12월 |          |
| 5    | 나운평(羅雲平)   | 1965년 1월 ~ 1971년 7월  |          |
| 6    | 예초(倪超)       | 1971년 8월 ~ 1978년 7월  |          |
| 7    | 왕유농(王唯農])  | 1978년 8월 ~ 1980년 7월  |          |
| 8    | 하한민(夏漢民)   | 1980년 8월 ~ 1988년 7월  |          |
| 9    | 마철유(馬哲儒)   | 1988년 7월 ~ 1994년 7월  |          |
| 10   | 오경(吳京)       | 1994년 8월 ~ 1996년 6월  |          |
| 11   | 황정가(黃定加)   | 1996년 6월 ~ 1997년 2월  | 대리총장 |
| 12   | 옹정의(翁政義)   | 1997년 2월 ~ 2000년 5월  |          |
| 13   | 옹홍산(翁鴻山)   | 2000년 6월 ~ 2001년 1월  |          |
| 14   | 고강(高強)       | 2001년 2월 ~ 2007년 1월  |          |
| 15   | 뇌명조(賴明詔)   | 2007년 2월 ~ 2011년 1월  |          |
| 16   | 황황휘(黃煌煇)   | 2011년 2월 ~2015년 1월   |          |
| 17   | 쑤후이쩐(蘇慧貞) | 2015년 2월 ~ 현재        |          |

### 대만일치시기
| 역대 | 성명                        | 재임기간                   | 비고     |
| ---- | --------------------------- | -------------------------- | -------- |
| 1    | 와카츠키 미치타카(若槻道隆) | 1931년 1월－1941년 8월     |          |
| 2    | 사쿠마 이와오(佐久間巖)     | 1941年년 8월 － 1944년 3월 |          |
| 3    | 스에미츠 슈스케(末光俊介)   | 1944년 3월 － 1944년 10월  | 대리총장 |
| 4    | 코오 사부로오(甲婓三郎)     | 1944년 10월 － 1945년 10월 |          |

## 조직
| 문학원 | 중국문학과 및 연구소               | 역사학과 및 연구소 |
| 문학원 | 외국어문학과 및 대학원             | 예술연구소         |
| 문학원 | 대만문학과 및 연구소               | 고고학연구소       |
| 문학원 | 외어중심(外語中心)                 | 화어중심(華語中心) |
| 문학원 | 희극석사학위학정(戲劇碩士學位學程) |                    |
| 이학원 | 수학학과 및 연구소 | 광전과학·이정학과 및 연구소 (光電科學與工程學系暨研究所) |
| 이학원 | 물리학과 및 연구소 | 지구과학과 및 연구소                                     |
| 이학원 | 화학과 및 연구소   | 우주·전장 과학 연구소 (太空與電漿科學研究所)             |
| 사회과학원 | 경제학과 및 연구소 | 교육연구소             |
| 사회과학원 | 법학과 및 연구소   | 심리학과 및 연구소     |
| 사회과학원 | 정치학과 및 연구소 | 정치경제학과 및 연구소 |
| 관리학원 | 공업·정보관리학과 및 연구소    | 교통관리과학과 및 연구소                    |
| 관리학원 | 기업관리학과 및 국제기업연구소 | 통계학과 및 연구소                          |
| 관리학원 | 회계학과                       | 재무금융연구소                              |
| 관리학원 | 전신관리연구소                 | 고계관리석사재직전반 (高階管理碩士在職專班) |
| 관리학원 | 국제경영관리연구소（IMBA）     | 경영관리석사반（AMBA）                      |
| 관리학원 | 體育健康與休閒研究所           | 데이터과학연구소                            |
| 공학원 | 해양과학기술·사무연구소         | 기계공학과 및 연구소               |
| 공학원 | 화학공학과 및 연구소            | 자원공학과 및 연구소               |
| 공학원 | 재료과학·공학과 및 연구소       | 토목공학과 및 연구소               |
| 공학원 | 수리·해양공학과 및 연구소       | 공학과 및 연구소                   |
| 공학원 | 시스템·선박기전공학과 및 연구소 | 항공우주공학과 및 연구소           |
| 공학원 | 環境工程學系暨研究所            | 測量及空間資訊學系暨研究所         |
| 공학원 | 生物醫學工程學系暨研究所        | 奈米科技暨微系統工程研究所         |
| 공학원 | 民航研究所                      | 能源國際學士學位學程               |
| 공학원 | 尖端材料國際碩士學位學程        | 自然災害減災及管理國際碩士學位學程 |
| 공학원 | 工程管理碩士在職專班            | 醫療器材創新國際碩士班             |
| 계획·설계학원 | 建築學系暨研究所     | 都市計劃學系暨研究所 |
| 계획·설계학원 | 工業設計學系暨研究所 | 創意產業設計研究所   |
| 계획·설계학원 | 科技藝術碩士學位學程 |                      |
| 전기정보학원 | 컴퓨터 공학과 및 연구소         | 제조 정보 및 시스템 연구소 |
| 전기정보학원 | 마이크로 일렉트로닉 전자 연구소 | 컴퓨터 및 통신 공학 연구소 |
| 전기정보학원 | 의학 정보 연구소                | 전기·전자 공학과 및 연구소 |
| 전기정보학원 | 나노 직접회로 공학 석·박사학위  |                            |
| 생물과학·과학기술학원 | 生命科學系暨研究所 | 生物科技與產業科學系 |
| 생물과학·과학기술학원 | 熱帶植物科學研究所 |                      |
| 의학원 | 醫學系                       | 口腔醫學研究所       |
| 의학원 | 藥學系                       | 生理學研究所         |
| 의학원 | 護理學系暨研究所             | 老年學研究所         |
| 의학원 | 物理治療學系暨研究所         | 臨床醫學研究所       |
| 의학원 | 職能治療學系暨研究所         | 臨床藥學研究所       |
| 의학원 | 醫學檢驗生物技術學系暨研究所 | 行為醫學研究所       |
| 의학원 | 公共衛生學科暨公共衛生研究所 | 分子醫學研究所       |
| 의학원 | 工業衛生學科暨環境醫學研究所 | 基礎醫學研究所       |
| 의학원 | 藥理學科暨藥理學研究所       | 微生物及免疫學研究所 |
| 의학원 | 解剖學科暨細胞生物研究所     | 健康照護科學研究所   |
| 의학원 | 生物化學暨分子生物學研究所   | 藥學生物科技研究所   |
| 의학원 | 食品安全衛生暨風險管理研究所 |                      |
| 중앙연구원 협동 박사 과정 | 多媒體系統與智慧型運算工程 | 轉譯農業科學 |

### 언어중심
국립 성공 대학 언어중심은 국제문화교류의 발전을 위해 1982년 가을에 설립되었다. 성공 대학 광복(光復) 캠퍼스에 있고, 타이난역이랑 가까워 접근성도 좋다. 언어중심은 춘계반, 하계반, 추계반, 둥계반 그리고 여름방학 기간에 수업을 하며 여름방학 기간 수업을 제외한 다른 수업의 연수기간은 약 3달이다.

## 기타

### 박물관

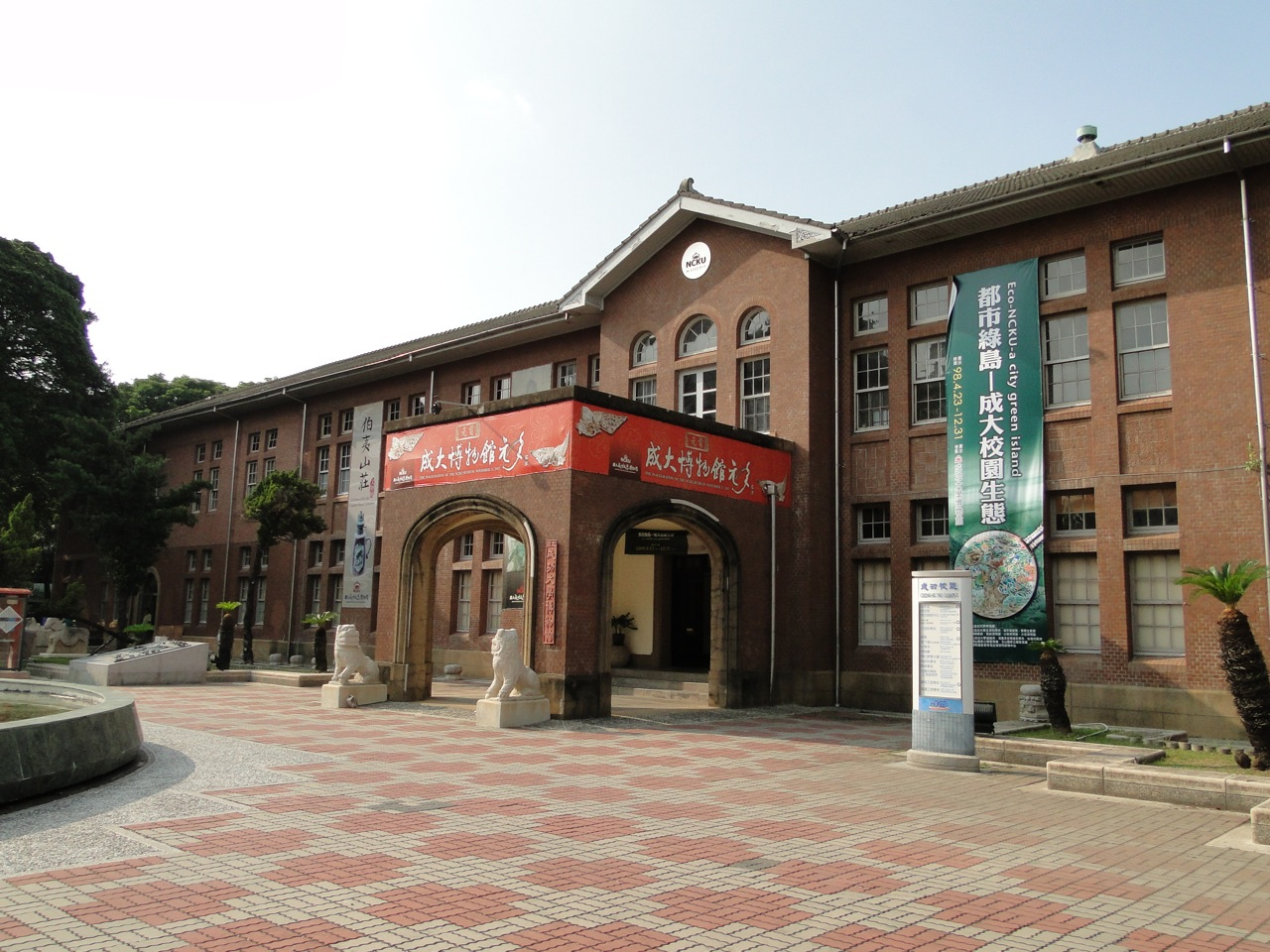
국립 성공 대학 박물관

국립 성공 대학 박물관(國立成功大學博物館)은 1933년에 준공된 건물로 원래의 용도는 전신인 타이난 고등공업학교의 행정센터로 이용되었고, 현재는 박물관으로 이용되고 있다. 대만 내 대학 중 처음으로 학교 자체가 투자해 설립한 박물관이다. 현재 박물관 내에는 260여 점의 도기, 석기, 조각 등 매우 다양한 소장품이 전시되고 있다.

## 학교 동문
- 장자주(張家祝) : 전 경제부장 (2013년-2014년)
- 천슝원(陳雄文) : 전 노동부장 (2014년-2016년)
- 정난룽(鄭南榕) : 1988년 국민당의 계엄정부에 맞서 분신자살한 언론인
- 쉬신잉 : 민국당 주석
- 리쭈웬(鄭南榕) : 타이베이 101 등을 설계한 건축가
- 마오즈궈 : 중화민국 행정원장 (2014년-2016년)
- 새뮤얼 차오 충 팅 : 미국의 물리학자로, 중퇴 후 명예 학사 학위 취득. 1976년 노벨 물리학상 수상.
- 왕젠쉬안(王建煊) : 전 감찰원장

## 같이 보기
- 타이완의 대학 목록